# Hermandad del Vía Crucis (Salamanca)
La hermandad del Vía Crucis es una cofradía de la Semana Santa salmantina que procesiona en la tarde del Jueves Santo.

## Emblema
Un triángulo equilátero alberga la cruz trinitaria. Ambos símbolos aluden a la Orden Trinitaria, vinculada a la cofradía al ser la orden que regenta la Parroquia de San Juan de Mata donde tiene su sede canónica la cofradía.

## Historia

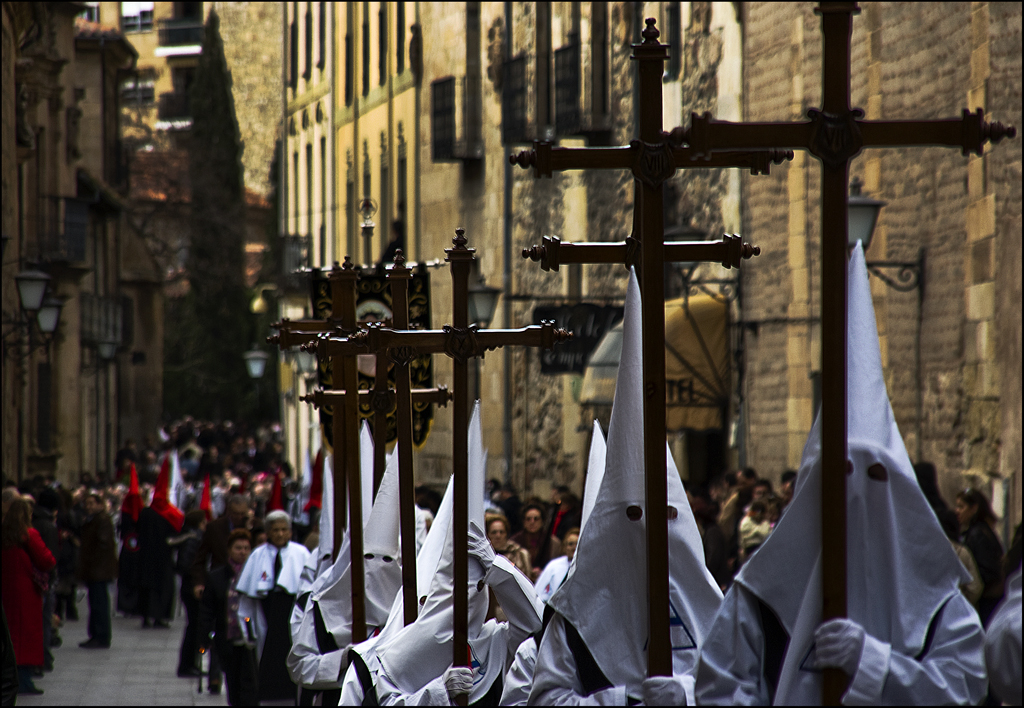
La procesión en la calle Compañía

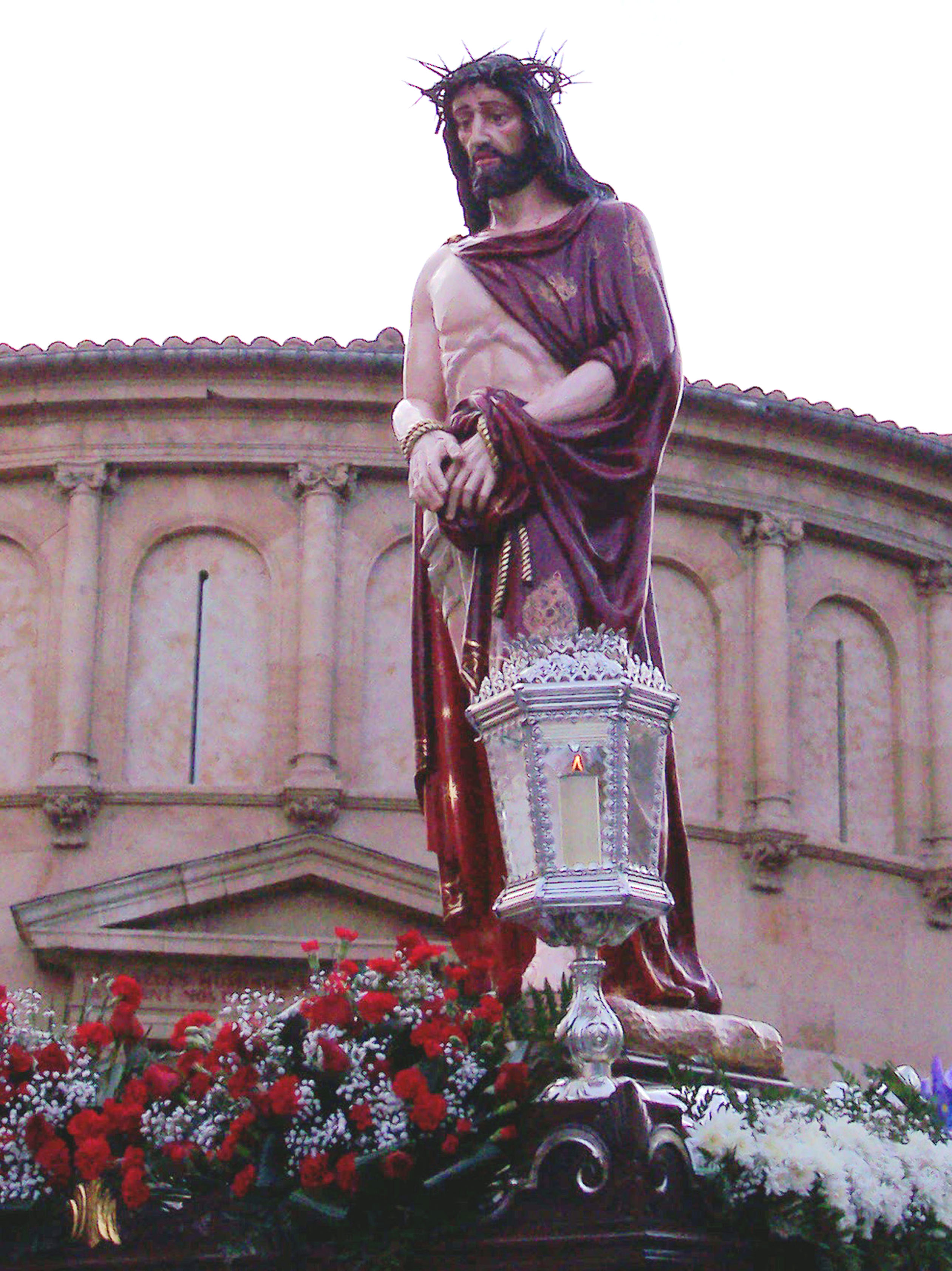
N. P. Jesús del Vía Crucis

La hermandad se constituyó en la Parroquia de San Juan de Mata, del barrio de San Bernardo, aprobándose sus estatutos el 29 de septiembre de 1989.
Se empezó a buscar la imagen con que procesionar, contactando con Antonio Pérez, tallista del barrio, para que realizase la imagen de un Ecce Homo, representando la I estación del Vía Crucis, Jesús condenado a muerte. El encargo consistía en una reproducción del Ecce Homo de Gil de Siloé conservado en la Catedral de Palencia.
Ante la ruptura de las negociaciones con el escultor y la cercanía de la Semana Santa de 1990 se optó por adquirir una imagen de los talleres de imaginería de Olot, realizada en serie, representando un Ecce Homo. La imagen se bendijo el 31 de marzo de 1990 bajo la advocación de Jesús del Vía Crucis.
Se fijó la hora de las siete de la madrugada del Jueves Santo para realizar la procesión, concebida como un Vía Crucis en el que se rezarían las catorce estaciones al paso por otras tantas iglesias del centro de Salamanca.
Debido a la escasa calidad artística de la imagen se decidió cambiar la imagen por una tallada en madera. Se encargó la obra a Antonio Malmierca Zúñiga, tallista vinculado al barrio de San Bernardo. La nueva imagen reprodujo el modelo de la anterior, pero añadiéndole una mayor calidad tanto en los materiales empleados como en los detalles y expresión del rostro. La bendición de la imagen se realizó el 11 de marzo de 2007, mientras que la anterior se cedió a la capilla del Hospital de la Santísima Trinidad de Salamanca.
También 2007 se cambió el horario de la procesión a la tarde del Jueves Santo, buscando una mayor afluencia de público aprovechando la cercanía de horarios de las procesiones de la Seráfica Hermandad y del Arrabal.
Está pendiente la incorporación de una imagen mariana al desfile, encargándose de la escultura Antonio Malmierca. La imagen se realizará siguiendo las técnicas propias de la escultura castellana de los siglos XVI y XVII. A pesar de que en el momento de presentación del boceto, en enero de 2011, se anunció que la hermandad esperaba incorporar la imagen en el desfile de 2013. El proyecto ha quedado paralizado hasta que mejore la situación económica.
El 13 de mayo de 2017, con motivo del décimo aniversario de la bendición de la imagen titular, se celebró una procesión por los alrededores de la iglesia San Juan de Mata. También se celebró la efeméride con la publicación de un poemario a N. P. Jesús del Vía Crucis.
Debido a las dimensiones de las puertas del templo de los Trinitarios el paso no sale del interior de la iglesia. En 2011 la procesión fue suspendida debido a la lluvia, que produjo desperfectos en el paso que se encontraba preparado en el atrio de la iglesia. Para evitar que la situación se repitiese la hermandad decidió cambiar temporalmente el lugar de salida de la procesión trasladándose a la desacralizada iglesia de San Blas, convertida en auditorio bajo la titularidad del Ayuntamiento de Salamanca. En el año 2012 la procesión no pudo salir de San Blas debido a la lluvia y en 2013 tuvo que volver apresuradamente debido al mismo motivo. En 2014 el Ayuntamiento denegó el permiso debido a las obras que se estaban realizando en el edificio y la cofradía volvió a salir de su parroquia, instalando una carpa en el patio para proteger el paso. En 2019 estaba previsto que la procesión volviese a salir de San Blas, terminando en San Juan de Mata, pero la lluvia frustró el desfile. En diciembre de 2020 la hermandad anunció el visto bueno del Cabildo Catedralicio para que en lo sucesivo el desfile realice su salida penitencial desde la Catedral.

## Titular
- N. P. Jesús del Vía Crucis. Imagen tallada en 2007 por Antonio Malmierca Zúñiga representando a Cristo condenado a muerte. La iconografía es la habitual del Ecce Homo, Jesús se muestra desnudo tras la flagelación, cubierto con la clámide roja y coronado de espinas. Desfila sobre andas talladas en madera por Agustín Cruz en 2005.[9]

## Marchas dedicadas
- Injusta Sentencia, dedicada al N. P. Jesús del Vía Crucis, David Martín Tavera, 2011.[10]
- Desde el Cielo a San Bernardo, dedicada al N. P. Jesús del Vía Crucis, David De la Cruz Sánchez, 2021.[11]

## Hábito
Los cofrades visten túnica de lienzo blanco ceñida con cinturón de cuero, escapulario negro y capirote blanco con el escudo de la hermandad bordado.